# Поумрой
Поумрой (на английски: Pomeroy) е град в окръг Гарфийлд, щата Вашингтон, САЩ. Поумрой е с население от 1517 жители (2000) и обща площ от 4,6 km². Намира се на 566 m надморска височина. ЗИП кодът му е 99347, а телефонният му код е 509.